# Disanayaka Mudiyanselage Jayaratne
Disanayaka Mudiyanselage Jayaratne, mais conhecido como D. M. "Di Mu" Jayaratne (Colombo, 4 de junho de 1931 – Kandy, 19 de novembro de 2019) foi um professor e político, foi primeiro-ministro do Sri Lanka entre 2010 e 2015. Morreu aos 88 anos no dia 19 de novembro de 2019.